# داشكسن (أذر شهر)
داشكسن هي قرية في مقاطعة أذر شهر، إيران. يقدر عدد سكانها بـ 452 نسمة بحسب إحصاء 2016.